# Elena Bottazzi
María Elena Bottazzi  (Gènova, Itàlia, 1966) és una científica microbiòloga hondurenya, nascuda a Itàlia. És coneguda per la seva recerca en vacunología tropical i codirigeix el desenvolupament de la vacuna contra la COVID-19, a l'Escola de Medicina de Baylor de Houston (Texas), als Estats Units.

## Biografia
María Elena Bottazzi va néixer a Gènova, Itàlia, perquè el seu pare hondureny, era diplomàtic i va ser enviat a Itàlia. Filla de pare hondureny i mare italiana. És la major de tres germans. Quan tenia vuit anys, la seva família va tornar a Tegucigalpa, Hondures. Va créixer en el Departament de Olancho. Va estudiar batxillerat en la Elvel School. Des de molt petita va veure de primera mà les condicions de vida de la població hondurenya, per això es va interessar per l'àrea científica. L'any 1989 es va graduar en Microbiologia i Química Clínica en la Universitat Nacional Autònoma d'Hondures (UNAH).
Durant la seva formació va comprendre que la seva motivació se centrava en el desenvolupament de les tècniques que s'usen per a fer els diagnòstics i per a crear medicaments. Es va traslladar a Florida, els Estats Units, per a fer una tesi doctoral en Immunologia Molecular i Patologia Experimental, en la Universitat de Florida en Gainesville i va acabar en 1995. També va realitzar diversos cursos de postgrau en l'àrea de biologia cel·lular, entre els anys 1995 i 2001, en les universitats de Miami i Pennsilvània. Durant la seva formació científica, es va adonar que per a desenvolupar projectes necessitaria un màster en Administració pública, i el va fer en la Universitat de Temple, a Filadèlfia. Aquesta formació empresarial la va ajudar a entendre conceptes legals, econòmics i financers.

## Trajectòria professional
Maria Elena Bottazzi va treballar durant més de 20 anys en el disseny i coneixement sobre vacunes contra malalties gastrointestinals parasitàries. Sobre tot destaca la uniciriasis humana, la schistosomiasis, el anquilostoma o la de Chagas. Així com en vacunes contra infeccions de coronavirus, incloses les de SRT i MERS, o la COVID-19.
La trajectòria acadèmica de Maria Elena es va iniciar en la Universitat George Washington ubicada a Washington D. C., on va viure durant onze anys. En 2011 es va establir a Houston, on ocupa el càrrec de l'Escola Nacional de Medicina Tropical del Col·legi Baylor de Medicina. Comparteix la codirecció del Centre per a Desenvolupament de Vacunes de l'Hospital Infantil de Texas amb Peter Hotez, als Estats Units. A més, exerceix com a professora en les disciplines de pediatria, virologia molecular i microbiologia del Col·legi Baylor de Medicina. També és professora distingida de biologia a la Universitat de Baylor i professora adjunta de bioingeniería en la Universitat de Rice, Texas. Ha publicat més de 120 articles acadèmics i ha participat en més de 200 conferències internacionals. El 2014 va ser reconeguda com una de les dones líders en salut global.

#### Covid-19
Amb l'inici de la pandèmia, Bottazzi i Hotez juntament amb els seus equips es van dedicar al desenvolupament d'una vacuna contra la covid que ha deixat lliure de patent, sent així la primera vacuna contra el covid-19 lliure de patent. Tot el seu procés està publicat, amb l'objectiu que pugui ser produïda per diferents farmacèutiques en qualsevol país. A més, confia en el retorn al model de Jonas Stalk per a abordar aquesta pandèmia. l'Índia ja ha autoritzat la seva utilització, per la qual cosa espera que es pugui aprovar en molts altres països com Bangladés o Botswana.
Es necessita tenir aquesta mentalitat de codi obert per a poder descolonitzar: que no es produeixin aquestes vacunes solament en països d'alts ingressos. Que es puguin produir en els mateixos països en els quals es necessiten.
Per la seva aportació a la humanitat amb la vacuna Corbevax, lliure de patents i a baix cost, per a fer front al COVID-19, juntament amb el seu col·lega Peter Hotez, van rebre en 2022 la nominació per al Premi Nobel de la Pau.

## Premis i reconeixements
- Va rebre l'Orde Gran Cruz Placa d'Or pel Congrés Nacional d'Hondures.[27][28]
- Una de les 100 dones líders en salut pel Graduate Institute de Ginebra.[27][28]
- Premi “Carlos Slim” en salut, en la categoria trajectòria en recerca.[27][29][30][28]
- Guardó “dones líders en ciència” per l'organització BioHouston.[31]
- Revista Forbes Centreamèrica  la va incloure entre les 100 dones més poderoses de 2020.[32]
- Dona destacada de l'any pel Parlament Centreamericà, en 2021.[33]
- En 2022. “Premi al Servei Nacional” de la Lliga de ciutadans llatinoamericans units (Lulac).[34]
- En 2022. Forbes: dones poderoses de Centreamèrica.[35][36]
- En 2022. Premio LericiPea «Lígurs en el Món».[37]
- En 2022. Herència Hispana en Salut.[38]